# Жан III (граф Сансера)

Графство Сансер на карте Франции

Жан III (фр. Jean III de Sancerre; 1334 — март 1402 или 1403) — граф Сансера с 1346 года, сеньор Шарантона, Сен-Мишель-сюр-Луара и (с 1383) Буажибо.
Старший сын Луи II де Сансера и Беатрикс де Руси.
В 1346 году наследовал отцу, погибшему в битве при Креси. В 1348 году король Филипп Валуа объявил его свободным от опеки, и Жан III стал самостоятельно управлять своими землями.
В 1355 году женился на Маргарите (ок. 1335—1371), даме Марманда, Ла Э-Декарта, Краван-ле-Кото, Ла Рош-Шермо, Сен-Мишель-сюр-Луара, Шезеля, Савари, Фэ-ля-Винёза и Бизэ, дочери Пьера де Марманда, барона де ла Э.
Участник Столетней войны на стороне Франции. В битве при Пуатье (1356) попал в плен, освобождён по условиям мира в Бретиньи (1360 год).
В 1364 году захватил в плен английского капитана Джона Эймери (англ. John Aymeri), за освобождение которого получил выкуп 3 тысячи ливров. Эймери жаждал мести и начал собирать войско в городе Ла-Шарите-сюр-Луар. Жан III призвал на помощь шателенов Берри и Бурбонэ, их армия в 400 копей разгромила англичан. Джон Эймери был смертельно ранен, гарнизон Шарите капитулировал.
В 1369 году король пожаловал графу Сансера конфискованные за измену земли 20 дворян в области Ла Э.
Овдовев в 1371 или 1372 году, Жан III женился на Констанс де Салюс (род. 1345), дочери маркграфа Салуццо (возможно — Томазо II).
От Гоше де Шатильона в 1383 году получил сеньорию Буажибо, которую включил в состав графства Сансер.
Дети:
- Маргарита (ум. 1419), графиня Сансера
- Жанна (ум. 1398), муж (1388) — Ланселот Тюрпен, сеньор де Криссе.